# Тайлер Маєрс
Тайлер Маєрс (англ. Tyler Myers; 1 лютого 1990, м. Кеті, США) — канадський хокеїст, захисник. Виступає за «Вінніпег Джетс» у Національній хокейній лізі.

## Кар'єра
Виступав за «Келоуна Рокетс» (ЗХЛ), «Баффало Сейбрс», ХК «Клагенфурт» (локаут).
В чемпіонатах НХЛ — 389 матчів (48+118), у турнірах Кубка Стенлі — 17 матчів (3+5).
У складі національної збірної Канади учасник чемпіонатів світу 2010 і 2015 (15 матчів, 0+4). У складі молодіжної збірної Канади учасник чемпіонату світу 2009. У складі юніорської збірної Канади учасник чемпіонату світу 2008.

## Досягнення
- Чемпіон Австрії (2013)
- Переможець молодіжного чемпіонату світу (2009)
- Переможець юніорського чемпіонату світу (2008)
- Чемпіон ЗХЛ (2009).
- Пам'ятний трофей Колдера (2010).